# Оментопексия
Оментопексия — хирургическая операция, заключающаяся в прикреплении сальника на сосудистой ножке к какому-либо органу для улучшения кровоснабжения. 
Оментопексия выполняется к брюшной стенке (для улучшения циркуляции крови в печени), к сердцу (для увеличения поступления крови в сердце), к трахее (для стимулирования ангиогенеза), а также другим внутренним органам.